# Bodo (popolo)

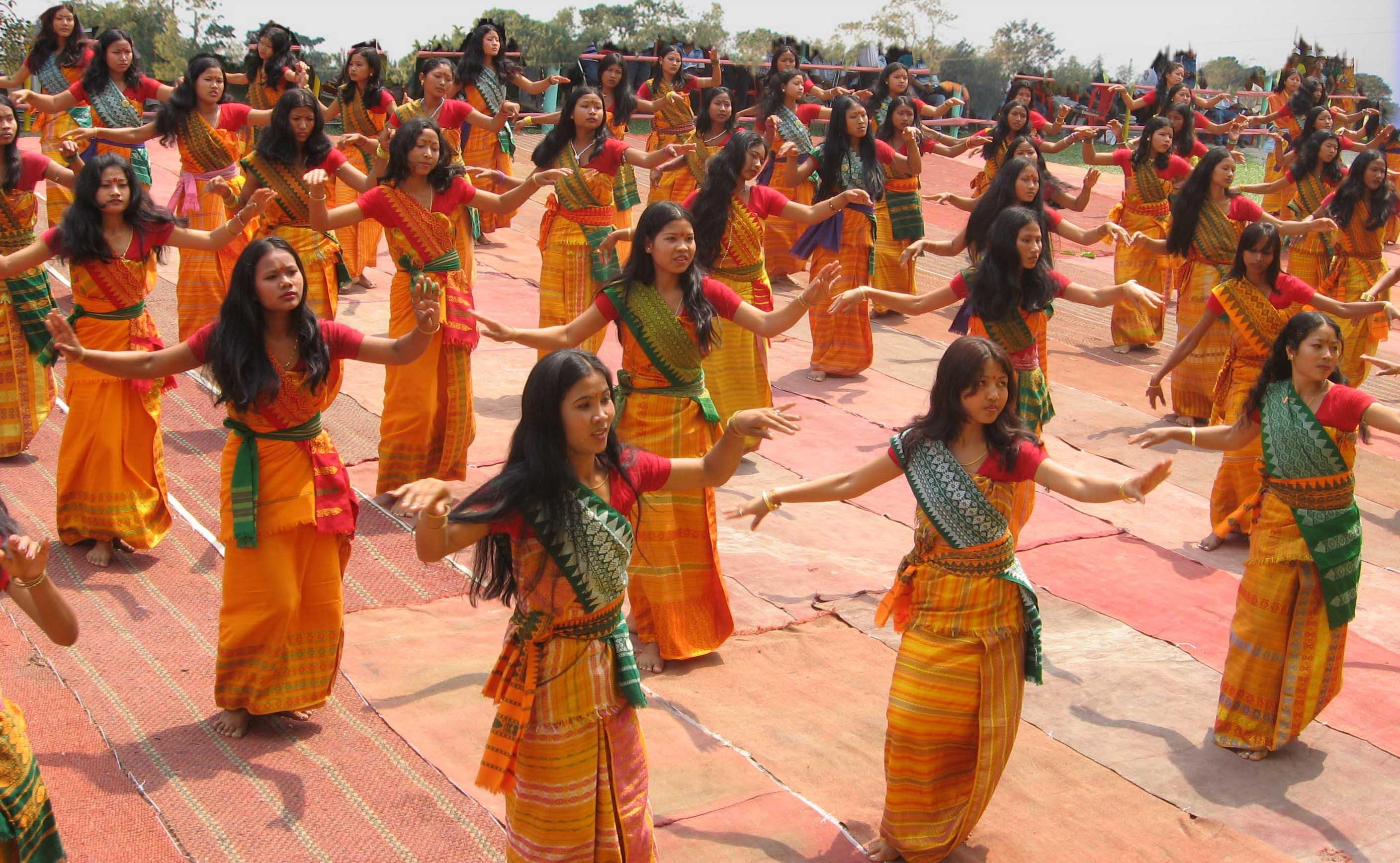
Bagurumba, il ballo tradizionale Bodo

I Bodo (pronunciato "Boro") sono una comunità etnica e linguistica, stanziatasi inizialmente in Assam a nord-est dell'India. Parlano la lingua bodo.
Secondo il censimento del 1991 ci sono 1,2 milioni di Bodo in Assam che compongono per il 5,3 % la popolazione dello stato.
I Bodo fanno parte del più grande gruppo etnico dei Bodo-Kachari.
Sono conosciuti come tribù di pianure nella costituzione indiana.
Udalguri e Kokrajhar sono considerate il centro dell'area Bodo.